# Toledo (Norte de Santander)
Toledo è un comune della Colombia facente parte del dipartimento di Norte de Santander.
L'abitato venne fondato da Juan Manuel de Mora y de Almeyda nel 1720, mentre l'istituzione del comune è del 22 dicembre 1886.